# Liste des aéroports au Brésil

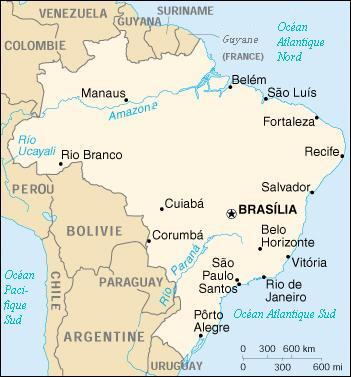
Carte du Brésil

Ceci est la liste des aéroports au Brésil, triés par emplacement.

## Aéroports civils
| Ville                           | État                | OACI | AITA | Aéroport                                         | Administrateur           |
| ------------------------------- | ------------------- | ---- | ---- | ------------------------------------------------ | ------------------------ |
| Água Boa                        | Mato Grosso         | SWHP | HPX  | Água Boa                                         |                          |
| Alegrete                        | Rio Grande do Sul   | SSLT | ALQ  | Alegrete                                         |                          |
| Alta Floresta                   | Mato Grosso         | SBAT | AFL  | Alta Floresta                                    |                          |
| Altamira                        | Pará                | SBHT | ATM  | Altamira                                         | Infraero                 |
| Apucarana                       | Paraná              | SSAP | APU  | Apucarana                                        | SEIL                     |
| Aracaju                         | Sergipe             | SBAR | AJU  | Aracaju (en)                                     | Infraero                 |
| Aracati                         | Ceará               | SNAT |      | Dragão do Mar Airport                            |                          |
| Araçatuba                       | São Paulo           | SBAU | ARU  | Araçatuba                                        | DAESP                    |
| Araguaína                       | Tocantins           | SWGN | AUX  | Araguaína                                        | Esaero                   |
| Arapongas                       | Paraná              | SSOG | APX  | Arapongas                                        | SEIL                     |
| Arapoti                         | Paraná              | SSYA | AAG  | Avelino Vieira                                   | SEIL                     |
| Araraquara                      | São Paulo           | SBAQ | AQA  | Araraquara                                       | DAESP                    |
| Araxá                           | Minas Gerais        | SBAX | AAX  | Araxá                                            |                          |
| Aripuanã                        | Mato Grosso         | SWRP | AIR  | Aripuanã                                         |                          |
| Armação dos Búzios              | Rio de Janeiro      | SBBZ | BZC  | Armação dos Búzios                               |                          |
| Arraias                         | Tocantins           | SWRA | AAI  | Arraias                                          |                          |
| Assis                           | São Paulo           | SNAX | AIF  | Assis                                            | DAESP                    |
| Avaré / Arandu                  | São Paulo           | SDRR | QVP  | Avaré / Arandu (en)                              | DAESP                    |
| Bagé                            | Rio Grande do Sul   | SBBG | BGX  | Bagé-Comandante G. Kraemer (en)                  | Infraero                 |
| Barcelos                        | Amazonas            | SWBC | BAZ  | Barcelos                                         |                          |
| Barra                           | Bahia               | SNBX | BQQ  | Barra (Brésil)                                   |                          |
| Barra do Garças                 | Mato Grosso         | SBBW | BPG  | Barra do Garças                                  |                          |
| Barreiras                       | Bahia               | SNBR | BRA  | Barreiras (en)                                   |                          |
| Barreirinha                     | Amazonas            | SWBI |      | Barreirinha Airport                              |                          |
| Barreirinhas                    | Maranhão            | SSRS | BRB  | Barreirinhas                                     |                          |
| Barretos                        | São Paulo           | SNBA | BAT  | Barretos                                         |                          |
| Bauru                           | São Paulo           | SBBU | BAU  | Bauru-J. R. de Barros (en)                       |                          |
| Bauru / Arealva                 | São Paulo           | SBAE | JTC  | Bauru-Arealva (en)                               | DAESP                    |
| Belém                           | Pará                | SBJC |      | Brig. Protásio de Oliveira Airport (Júlio César) | Infraero                 |
| Belém                           | Pará                | SBBE | BEL  | Belém                                            | Infraero                 |
| Belo Horizonte                  | Minas Gerais        | SBPR |      | Carlos Prates Airport                            | Infraero                 |
| Belo Horizonte                  | Minas Gerais        | SBBH | PLU  | Belo Horizonte-Pampulha (en)                     | Infraero                 |
| Belo Horizonte / Confins        | Minas Gerais        | SBCF | CNF  | Belo Horizonte                                   | BH Airport               |
| Boa Vista                       | Roraima             | SBBV | BVB  | Boa Vista                                        | Infraero                 |
| Bom Jesus da Lapa               | Bahia               | SBLP | LAZ  | Bom Jesus da Lapa                                |                          |
| Bonito                          | Mato Grosso do Sul  | SBDB | BYO  | Bonito                                           | Dix                      |
| Borba                           | Amazonas            | SWBR | RBB  | Borba                                            |                          |
| Bragança Paulista               | São Paulo           | SDBP | BJP  | Begamganj                                        | DAESP                    |
| Brasília                        | District fédéral    | SBBR | BSB  | Brasília                                         | Inframérica              |
| Cabo Frio                       | Rio de Janeiro      | SBCB | CFB  | Cabo Frio (en)                                   | Libra                    |
| Caçador                         | Santa Catarina      | SBCD | CFC  | Caçador (en)                                     |                          |
| Cachoeiro de Itapemirim         | Espírito Santo      | SNKI | CDI  | Île Cedros                                       |                          |
| Cacoal                          | Rondônia            | SSKW | OAL  | Cacoal-Capitale du Café (en)                     |                          |
| Caldas Novas / Rio Quente       | Goiás               | SBCN | CLV  | Caldas Novas (en)                                | Socicam                  |
| Campina Grande                  | Paraíba             | SBKG | CPV  | Campina Grande-J. Suassuna                       | Infraero                 |
| Campinas                        | São Paulo           | SDAM |      | Campo dos Amarais Airport                        | DAESP                    |
| Campinas                        | São Paulo           | SBKP | VCP  | São Paulo/Campinas                               | Aeroportos Brasil        |
| Campo Grande                    | Mato Grosso do Sul  | SBCG | CGR  | Campo Grande                                     | Infraero                 |
| Campos dos Goytacazes           | Rio de Janeiro      | SBCP | CAW  | Campos-B. Lysandro (en)                          | Infraero                 |
| Carajás (Parauapebas)           | Pará                | SBCJ | CKS  | Carajás                                          | Infraero                 |
| Carauari                        | Amazonas            | SWCA | CAF  | Carauari                                         |                          |
| Caravelas                       | Bahia               | SBCV | CRQ  | Caravelas                                        |                          |
| Carolina                        | Maranhão            | SBCI | CLN  | Carolina                                         |                          |
| Caruaru                         | Pernambouc          | SNRU | CAU  | Caruaru                                          |                          |
| Cascavel                        | Paraná              | SBCA | CAC  | Cascavel                                         | SEIL                     |
| Caxias do Sul                   | Rio Grande do Sul   | SBCX | CXJ  | Caxias do Sul (en)                               | DAP                      |
| Chapecó                         | Santa Catarina      | SBCH | XAP  | Chapecó                                          |                          |
| Cianorte                        | Paraná              | SSCT |      | Gastão de Mesquita Filho Airport                 | SEIL                     |
| Coari                           | Amazonas            | SWKO | CIZ  | Coari                                            |                          |
| Conceição do Araguaia           | Pará                | SBAA | CDJ  | Conceição do Araguaia                            |                          |
| Concórdia                       | Santa Catarina      | SSCK | CCI  | Concordia                                        |                          |
| Confresa                        | Mato Grosso         | SWKF | CFO  | Confresa                                         | Frenova                  |
| Cornélio Procópio               | Paraná              | SSCP | CKO  | Cornélio Procópio (en)                           | SEIL                     |
| Corumbá                         | Mato Grosso do Sul  | SBCR | CMG  | Corumbá (en)                                     | Infraero                 |
| Criciúma / Forquilhinha         | Santa Catarina      | SBCM | CCM  | Criciuma-Diomício Freitas                        | Infraero                 |
| Cruzeiro do Sul                 | Acre                | SBCZ | CZS  | Cruzeiro do Sul                                  | Infraero                 |
| Cuiabá / Várzea Grande          | Mato Grosso         | SBCY | CGB  | Cuiabá (en)                                      | Infraero                 |
| Curitiba                        | Paraná              | SBBI | BFH  | Curitiba-Bacacheri (en)                          | Infraero                 |
| Curitiba / São José dos Pinhais | Paraná              | SBCT | CWB  | Curitiba                                         | Infraero                 |
| Diamantina                      | Minas Gerais        | SNDT | DTI  | Diamantina (en)                                  |                          |
| Divinópolis                     | Minas Gerais        | SNDV | DIQ  | Divinopolis                                      | Socicam                  |
| Dourados                        | Mato Grosso do Sul  | SBDO | DOU  | Dourados (en)                                    |                          |
| Eirunepé                        | Amazonas            | SWEI | ERN  | Eirunepé                                         |                          |
| Erechim                         | Rio Grande do Sul   | SSER | ERM  | Erechim                                          | DAP                      |
| Feijó                           | Acre                | SNOU | FEJ  | Feijó                                            |                          |
| Feira de Santana                | Bahia               | SBFE | FEC  | Feira de Santana (en)                            | Aero Feira de Santana    |
| Fernando de Noronha             | Pernambouc          | SBFN | FEN  | Fernando de Noronha                              | Dix                      |
| Florianópolis                   | Santa Catarina      | SBFL | FLN  | Florianópolis                                    | Infraero                 |
| Fonte Boa                       | Amazonas            | SWOB | FBA  | Ancien Baraka Malinde (Fizi)                     |                          |
| Fortaleza                       | Ceará               | SBFZ | FOR  | Fortaleza                                        | Infraero                 |
| Foz do Iguaçu                   | Paraná              | SBFI | IGU  | Foz do Iguaçu                                    | Infraero                 |
| Franca                          | São Paulo           | SIMK | FRC  | Franca                                           | DAESP                    |
| Francisco Beltrão               | Paraná              | SSFB | FBE  | Francisco Beltrão (en)                           | SEIL                     |
| Gavião Peixoto                  | São Paulo           | SBGP |      | Gavião Peixoto Aerodrome                         | Embraer                  |
| Goiânia                         | Goiás               | SWNV |      | Aeródromo Nacional de Aviação                    |                          |
| Goiânia                         | Goiás               | SBGO | GYN  | Goiânia                                          | Infraero                 |
| Governador Valadares            | Minas Gerais        | SBGV | GVR  | Governador Valadares                             |                          |
| Guaíra                          | Paraná              | SSGY |      | Guaíra Airport                                   | SEIL                     |
| Guanambi                        | Bahia               | SNGI | GNM  | Guanambi                                         |                          |
| Guarapuava                      | Paraná              | SBGU | GPB  | Guarapuava                                       | SEIL                     |
| Gurupi                          | Tocantins           | SWGI | GRP  | Gurupi                                           |                          |
| Humaitá                         | Amazonas            | SWHT | HUW  | Humaitá                                          |                          |
| Ijuí                            | Rio Grande do Sul   | SSIJ | IJU  | Ijuí                                             | DAP                      |
| Ilhéus                          | Bahia               | SBIL | IOS  | Ilhéus (en)                                      | Infraero                 |
| Imperatriz                      | Maranhão            | SBIZ | IMP  | Imperatriz                                       | Infraero                 |
| Ipatinga / Santana do Paraíso   | Minas Gerais        | SBIP | IPN  | Ipatinga (en)                                    | Socicam                  |
| Itaituba                        | Pará                | SBIH | ITB  | Itaituba                                         |                          |
| Itumbiara                       | Goiás               | SBIT | ITR  | Itumbiara                                        |                          |
| Jaguaruna                       | Santa Catarina      | SBJA | JJG  | Jaguaruna                                        |                          |
| Januária                        | Minas Gerais        | SNJN | JNA  | Januária                                         |                          |
| Ji-Paraná                       | Rondônia            | SBJI | JPR  | Ji-Paraná                                        |                          |
| Joaçaba                         | Santa Catarina      | SSJA | JCB  | Joacaba                                          |                          |
| João Pessoa / Bayeux            | Paraíba             | SBJP | JPA  | João Pessoa                                      | Infraero                 |
| Joinville                       | Santa Catarina      | SBJV | JOI  | Joinville (en)                                   | Infraero                 |
| Juara                           | Mato Grosso         | SIZX | JUA  | Juara                                            |                          |
| Juazeiro do Norte               | Ceará               | SBJU | JDO  | Juazeiro do Norte                                | Infraero                 |
| Juína                           | Mato Grosso         | SWJN | JIA  | Juína                                            |                          |
| Juiz de Fora                    | Minas Gerais        | SBJF | JDF  | Juiz de Fora-F. de Assis (en)                    | Sinart                   |
| Juiz de Fora / Goianá           | Minas Gerais        | SBZM | IZA  | Juiz de Fora-Zona da Mata (en)                   | Socicam                  |
| Jundiaí                         | São Paulo           | SBJD |      | Comte. Rodolfo Rolim Amaro Airport               | DAESP                    |
| Juruena                         | Mato Grosso         | SWJU | JRN  | Juruena                                          |                          |
| Lábrea                          | Amazonas            | SWLB | LBR  | Lábrea                                           |                          |
| Lages                           | Santa Catarina      | SBLJ | LAJ  | Lages                                            |                          |
| Lençóis                         | Bahia               | SBLE | LEC  | Lençóis                                          |                          |
| Lins                            | São Paulo           | SBLN | LIP  | Lins                                             |                          |
| Londrina                        | Paraná              | SBLO | LDB  | Londrina                                         | Infraero                 |
| Lucas do Rio Verde              | Mato Grosso         | SILC | LVR  | Lucas do Rio Verde                               |                          |
| Macaé                           | Rio de Janeiro      | SBME | MEA  | Macaé (en)                                       | Infraero                 |
| Macapá                          | Amapá               | SBMQ | MCP  | Macapá                                           | Infraero                 |
| Maceió                          | Alagoas             | SBMO | MCZ  | Maceió                                           | Infraero                 |
| Manaus                          | Amazonas            | SBEG | MAO  | Manaus                                           | Infraero                 |
| Manicoré                        | Amazonas            | SBMY | MNX  | Manicore                                         |                          |
| Marabá                          | Pará                | SBMA | MAB  | Marabá                                           | Infraero                 |
| Maricá                          | Rio de Janeiro      | SDMC |      | Maricá Airport                                   |                          |
| Marília                         | São Paulo           | SBML | MII  | Marília                                          | DAESP                    |
| Maringá                         | Paraná              | SBMG | MGF  | Maringá                                          | SEIL                     |
| Matupá                          | Mato Grosso         | SWXM | MBK  | Matupa                                           |                          |
| Maués                           | Amazonas            | SWMW | MBZ  | Maués                                            |                          |
| Minaçu                          | Goiás               | SWIQ | MQH  | Minaçu                                           |                          |
| Monte Dourado (Almeirim)        | Pará                | SBMD | MEU  | Monte Dourado                                    |                          |
| Montes Claros                   | Minas Gerais        | SBMK | MOC  | Montes Claros (en)                               | Infraero                 |
| Mossoró                         | Rio Grande do Norte | SBMS | MVF  | Maroua                                           |                          |
| Natal / São Gonçalo do Amarante | Rio Grande do Norte | SBSG | NAT  | Natal                                            | Inframérica              |
| Navegantes                      | Santa Catarina      | SBNF | NVT  | Navegantes                                       | Infraero                 |
| Novo Progresso                  | Pará                | SJNP | NPR  | Novo Progresso                                   |                          |
| Oeiras                          | Piauí               | SNOE |      | Oeiras Airport                                   |                          |
| Oriximiná                       | Pará                | SNOX | ORX  | Oriximina                                        |                          |
| Ourilândia do Norte             | Pará                | SDOW | OIA  | Ourilândia do Norte (en)                         |                          |
| Ourinhos                        | São Paulo           | SDOU | OUS  | Ourinhos                                         | DAESP                    |
| Palmas                          | Tocantins           | SBPJ | PMW  | Palmas (en)                                      | Infraero                 |
| Paranaguá                       | Paraná              | SSPG | PNG  | Paranaguá                                        | SEIL                     |
| Paranavaí                       | Paraná              | SSPI | PVI  | Paranavaí (en)                                   | SEIL                     |
| Parintins                       | Amazonas            | SWPI | PIN  | Parintins                                        |                          |
| Parnaíba                        | Piauí               | SBPB | PHB  | Parnaíba (en)                                    | Infraero                 |
| Passo Fundo                     | Rio Grande do Sul   | SBPF | PFB  | Passo Fundo (en)                                 | DAP                      |
| Pato Branco                     | Paraná              | SSPB | PTO  | Pato Branco                                      | SEIL                     |
| Patos de Minas                  | Minas Gerais        | SNPD | POJ  | Patos de Minas (en)                              |                          |
| Paulo Afonso                    | Bahia               | SBUF | PAV  | Paulo Afonso                                     | Infraero                 |
| Pelotas                         | Rio Grande do Sul   | SBPK | PET  | Pelotas                                          | Infraero                 |
| Petrolina                       | Pernambouc          | SBPL | PNZ  | Petrolina                                        | Infraero                 |
| Picos                           | Piauí               | SNPC | PCS  | Picos (en)                                       | Esaero                   |
| Poços de Caldas                 | Minas Gerais        | SBPC | POO  | Pocos de Caldas                                  |                          |
| Ponta Grossa                    | Paraná              | SSZW | PGZ  | Ponta Grossa                                     | SEIL                     |
| Ponta Porã                      | Mato Grosso do Sul  | SBPP | PMG  | Ponta Pora                                       | Infraero                 |
| Porecatu                        | Paraná              | SSPK |      | Porecatu Airport                                 |                          |
| Porto Alegre                    | Rio Grande do Sul   | SBPA | POA  | Porto Alegre                                     | Infraero                 |
| Porto Nacional                  | Tocantins           | SBPN | PNB  | Porto Nacional                                   |                          |
| Porto Seguro                    | Bahia               | SBPS | BPS  | Porto Seguro (en)                                | Sinart                   |
| Porto de Trombetas (Oriximiná)  | Pará                | SBTB | TMT  | Porto Trombetas (pt)                             | MRN S/A                  |
| Porto Urucu (Coari)             | Amazonas            | SBUY |      | Porto Urucu (en)                                 | Petrobras                |
| Porto Velho                     | Rondônia            | SBPV | PVH  | Porto Velho (en)                                 | Infraero                 |
| Presidente Prudente             | São Paulo           | SBDN | PPB  | Presidente Prudente                              | DAESP                    |
| Recife                          | Pernambouc          | SBRF | REC  | Recife                                           | Infraero                 |
| Redenção                        | Pará                | SNDC | RDC  | Redencao                                         |                          |
| Resende                         | Rio de Janeiro      | SDRS | REZ  | Resende (en)                                     |                          |
| Ribeirão Preto                  | São Paulo           | SBRP | RAO  | Ribeirão Preto (en)                              | DAESP                    |
| Rio Branco                      | Acre                | SBRB | RBR  | Rio Branco                                       | Infraero                 |
| Rio de Janeiro                  | Rio de Janeiro      | SBGL | GIG  | Rio de Janeiro/Galeão                            | Aeroporto Rio de Janeiro |
| Rio de Janeiro                  | Rio de Janeiro      | SBJR |      | Jacarepaguá-Roberto Marinho Airport              | Infraero                 |
| Rio de Janeiro                  | Rio de Janeiro      | SBRJ | SDU  | Rio de Janeiro/Santos Dumont                     | Infraero                 |
| Rio Grande                      | Rio Grande do Sul   | SJRG | RIG  | Rio Grande, Brésil (en)                          | DAP                      |
| Rio Verde                       | Goiás               | SWLC | RVD  | Rio Verde (en)                                   |                          |
| Rondonópolis                    | Mato Grosso         | SWRD | ROO  | Rondonópolis                                     |                          |
| Salvador da Bahia               | Bahia               | SBSV | SSA  | Salvador de Bahia                                | Infraero                 |
| Santa Isabel do Rio Negro       | Amazonas            | SWTP | IRZ  | Santa Isabel do Rio Negro                        |                          |
| Santa Maria                     | Rio Grande do Sul   | SBSM | RIA  | Santa Maria (en)                                 | Brazilian Air Force      |
| Santa Rosa                      | Rio Grande do Sul   | SSZR | SRA  | Santa Rosa                                       | DAP                      |
| Santana do Araguaia             | Pará                | SNKE | CMP  | Campo do Arag                                    |                          |
| Santarém                        | Pará                | SBSN | STM  | Santarém                                         | Infraero                 |
| Santiago                        | Rio Grande do Sul   | SSST |      | Santiago Airport                                 |                          |
| Santo Ângelo                    | Rio Grande do Sul   | SBNM | GEL  | Santo Ângelo                                     | DAP                      |
| Santo Antônio do Içá            | Amazonas            | SWII | IPG  | Santo Antônio do Içá                             |                          |
| São Borja                       | Rio Grande do Sul   | SSSB |      | São Borja Airport                                |                          |
| São Carlos                      | São Paulo           | SDSC | QSC  | São Carlos                                       | DAESP                    |
| São Félix do Araguaia           | Mato Grosso         | SWFX | SXO  | São Félix do Araguaia (en)                       |                          |
| São Félix do Xingu              | Pará                | SNFX | SXX  | São Félix do Xingu (en)                          |                          |
| São Gabriel da Cachoeira        | Amazonas            | SBUA | SJL  | São Gabriel da Cachoeira                         |                          |
| São João del-Rei                | Minas Gerais        | SNJR | JDR  | São João del-Rei (en)                            | Socicam                  |
| São José do Rio Preto           | São Paulo           | SBSR | SJP  | São José do Rio Preto (en)                       | DAESP                    |
| São José dos Campos             | São Paulo           | SBSJ | SJK  | São José dos Campos (en)                         | Infraero                 |
| São Lourenço                    | Minas Gerais        | SNLO | SSO  | São Lourenço                                     |                          |
| Saint-Louis de Maragnan         | Maranhão            | SBSL | SLZ  | São Luís                                         | Infraero                 |
| São Miguel do Oeste             | Santa Catarina      | SSOE | SQX  | São Miguel do Oeste (en)                         |                          |
| São Paulo                       | São Paulo           | SBMT |      | São Paulo-Campo de Marte (en)                    | Infraero                 |
| São Paulo                       | São Paulo           | SBSP | CGH  | São Paulo/Congonhas                              | Infraero                 |
| São Paulo/ Guarulhos            | São Paulo           | SBGR | GRU  | São Paulo/Guarulhos                              | Invepar-ACSA             |
| São Paulo de Olivença           | Amazonas            | SDCG | OLC  | São Paulo de Olivença (en)                       |                          |
| São Pedro                       | São Paulo           | SDAE |      | São Pedro Airport                                |                          |
| São Raimundo Nonato             | Piauí               | SWKQ |      | São Raimundo Nonato                              | Esaero                   |
| Sinop                           | Mato Grosso         | SWSI | OPS  | Sinop                                            |                          |
| Sorocaba                        | São Paulo           | SDCO | SOD  | Sorocaba                                         | DAESP                    |
| Sorriso                         | Mato Grosso         | SBSO | SMT  | Sorriso                                          |                          |
| Tabatinga                       | Amazonas            | SBTT | TBT  | Tabatinga                                        | Infraero                 |
| Tarauacá                        | Acre                | SBTK | TRQ  | Tarauacá                                         |                          |
| Tefé                            | Amazonas            | SBTF | TFF  | Tefé                                             | Infraero                 |
| Teixeira de Freitas             | Bahia               | SNTF | TXF  | Teixeira de Freitas (en)                         |                          |
| Telêmaco Borba                  | Paraná              | SBTL | TEC  | Telêmaco Borba                                   | SEIL                     |
| Teresina                        | Piauí               | SBTE | THE  | Teresina                                         | Infraero                 |
| Toledo                          | Paraná              | SBTD | TOW  | Toledo (en)                                      | SEIL                     |
| Três Lagoas                     | Mato Grosso do Sul  | SBTG | TJL  | Três Lagoas                                      |                          |
| Tucuruí                         | Pará                | SBTU | TUR  | Tucuruí                                          |                          |
| Uberaba                         | Minas Gerais        | SBUR | u_ba | Uberaba                                          | Infraero                 |
| Uberlândia                      | Minas Gerais        | SBUL | UDI  | Uberlândia                                       | Infraero                 |
| Umuarama                        | Paraná              | SSUM | UMU  | Umuarama                                         | SEIL                     |
| Una                             | Bahia               | SBTC | UNA  | Una (en)                                         | Socicam                  |
| União da Vitória                | Paraná              | SSUV |      | José Cleto Airport                               | SEIL                     |
| Uruguaiana                      | Rio Grande do Sul   | SBUG | URG  | Uruguaiana (Rubem Berta)                         | Infraero                 |
| Valença                         | Bahia               | SNVB | VAL  | Valença                                          |                          |
| Varginha                        | Minas Gerais        | SBVG | VAG  | Varginha                                         |                          |
| Videira                         | Santa Catarina      | SSVI | VIA  | Videira (en)                                     | Videira                  |
| Vilhena                         | Rondônia            | SBVH | BVH  | Vilhena                                          |                          |
| Vitória                         | Espírito Santo      | SBVT | VIX  | Vitória                                          | Infraero                 |
| Vitória da Conquista            | Bahia               | SBQV | VDC  | Vitória da Conquista                             | Socicam                  |
| Xinguara                        | Pará                |      | XIG  | Xinguara                                         |                          |